# Ammassalik

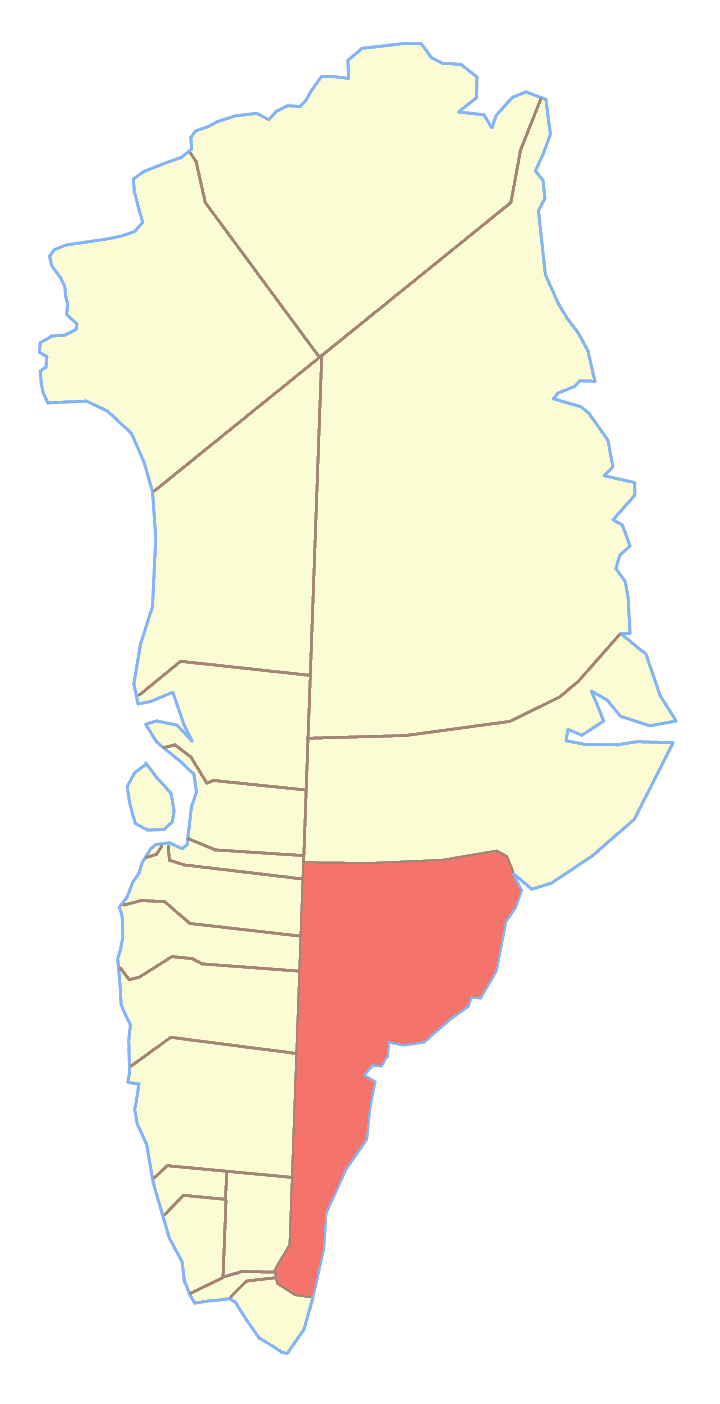
Ubicación de la municipalidad de Ammassalik en Groenlandia.

Ammassalik fue uno de los dos antiguos municipios existentes en Groenlandia Oriental (Tunu), siendo el otro era el de Ittoqqortoormiit (aún más al norte). Estaba en el sur de Groenlandia Oriental y, con un área de 232 100 km², la mayor parte cubierta de hielo, era el municipio más grande de Groenlandia. La población era de 3031 habitantes el 1 de enero de 2005.
El principal asentamiento (la capital) es Tasiilaq, con una población de 1849 habitantes que se localiza en la isla de Ammassalik (que tiene un área de 772 km²). Toda las aldeas del municipio están dentro de un área localizada a no más de 80 km de Tasiilaq y son: 
- Ikkatteq (Ikâteq), con un único habitante (en una pequeña isla al este de la isla de Ammassalik);
- Isortoq (Isertoq), con una población de 120 habitantes;
- Kulusuk (Cabo Dan), con una  población de 310 habitantes (en una isla al este de la isla de Ammassalik);
- Kuummiut(Kúngmiut), con una población de 392 habitantes;
- Qernertuarssuit, abandonado el 1 de enero de 2005 (población de 1 habitante a 1 de enero de 2004);
- Sermiligaaq (Sermiligâq), con una población de 212 habitantes;
- Tiniteqilaaq, con una población de 148 habitantes;